# ويليام موراي كالدويل
ويليام موراي كالدويل هو سياسي كندي، ولد في 18 مايو 1832 في كندا، وتوفي في 29 سبتمبر 1870. حزبياً، نشط في الحزب الليبرالي الكندي. وقد انتخب عضو مجلس العموم الكندي.